# Wolfgang Bodison
Wolfgang Bodison (* 19. November 1966 in Washington, D.C.) ist ein US-amerikanischer Schauspieler. 
Nach seinem Universitätsabschluss in dem Studienfach der „Schönen Künste“ an der University of Virginia im Jahr 1988 wollte Bodison ins Filmgeschäft einsteigen. Er zog nach Hollywood und wurde zunächst Mitarbeiter in der Postabteilung von Columbia Pictures, später dann in der Postabteilung von Castle Rock Entertainment. Bei der Castle-Rock-Filmproduktion Misery (1990) machte ihn Regisseur Rob Reiner zu seinem persönlichen Assistenten. Bei dem Militärgerichtsdrama Eine Frage der Ehre unter Reiners Regie war Bodison zunächst als Location Manager angestellt, sollte also passende Drehorte finden. Als Reiner Schwierigkeiten hatte, die Rolle des Mordangeklagten Lance Corporal Harold W. Dawson in Eine Frage der Ehre passend zu besetzen, kam er schließlich auf die Idee, seinen Vertrauten Bodison in dieser Rolle zu besetzen. Bodison hatte zuvor keine Schauspielerfahrung gehabt.
Sein Filmdebüt in Die Frage der Ehre bleibt bis heute seine bekannteste Rolle, es folgten weitere Kinoproduktionen sowie Gastrollen in diversen Fernsehserien. Inzwischen hat er in mehr als 70 Film- und Fernsehproduktionen gespielt (Stand: 2023). Seit 2011 ist Bodison zudem als Regisseur mehrerer Kurzfilme hervorgetreten, die teilweise schon auf Filmfestivals ausgezeichnet worden. Am Playhouse West, einem Theater mit Schauspielschule in Los Angeles, ist er seit vielen Jahren als Schauspiellehrer und inzwischen auch als Leiter der Schauspielausbildung tätig.

## Filmografie (Auswahl)
- 1992: Eine Frage der Ehre (A Few Good Men)
- 1993: Mord ist ihr Hobby (Murder, She Wrote, Fernsehserie, Folge 9x21 Blutrote Lache)
- 1994: Steel Will: Mit eisernem Willen (Rise and Walk: The Dennis Byrd Story, Fernsehfilm)
- 1994: Little Big Boss (Little Big League)
- 1994: Am Abgrund der Nacht (Criminal Passion)
- 1995: Emergency Room – Die Notaufnahme (ER, Fernsehserie, Folge 1x20 Nacht der Frauen)
- 1995: The Expert – Kalt und gnadenlos (The Expert)
- 1995: Highlander (Highlander: The Series, Fernsehserie, Folge 4x02)
- 1995: Navy Action (Silver Strand, Fernsehfilm)
- 1996: Freeway
- 1997: Dark Skies – Tödliche Bedrohung (Dark Skies, Fernsehserie, Folge 1x18)
- 1997: Im Namen der Ehre (Goodbye America)
- 1997: America’s Most Wanted (Most Wanted)
- 2000–2002: Family Law (Fernsehserie, 3 Folgen)
- 2001: The Wedding Dress (Fernsehfilm)
- 2001: Joe Jedermann (Joe Somebody)
- 2003: Charmed – Zauberhafte Hexen (Charmed, Fernsehserie, Folge 5x13 Quälgeister)
- 2006: Akeelah ist die Größte (Akeelah and the Bee)
- 2006: CSI: NY (Fernsehserie, Folge 2x19 Supermänner)
- 2007: Cane (Fernsehserie, Folge 1x05)
- 2010: Navy CIS (Navy NCIS, Fernsehserie, Folge 7x17 Zwei Leben)
- 2010: Legacy
- 2012: CSI: Miami (Fernsehserie, Folge 10x15 Der Fluch der guten Tat)
- 2012: Perception (Fernsehserie, Folge 1x06 Liebeskrank)
- 2014: The Appearing – Von Dämonen besessen (The Appearing)
- 2016: Marvel’s Agents of S.H.I.E.L.D. (Agents of S.H.I.E.L.D., Fernsehserie, Folge 3x15 Kampf gegen die Zukunft)
- 2017: Bones – Die Knochenjägerin (Bones, Fernsehserie, Folge 12x08 Die Frau und die Verzweiflung)
- 2017: Gridlock
- 2018: Code Black (Fernsehserie, Folge 3x13)
- 2019: American Skin